# ألان سيغل
ألان سيغل (بالإنجليزية: Alan Siegel)‏ هو شخصية أعمال أمريكي، ولد في 26 أغسطس 1938 في نيويورك في الولايات المتحدة.

## وصلات خارجية
- ألان سيغل على موقع IMDb (الإنجليزية)
- ألان سيغل على موقع قاعدة بيانات الفيلم (الإنجليزية)